# セスジパプアクイナ
セスジパプアクイナ（背筋パプア水鶏、学名：Rallina leucospila）は、ツル目クイナ科に分類される鳥類の一種である。

## 分布
ニューギニア島西部（インドネシア）固有種。

## 形態
体長約22cm。雄の方がやや大型である。雄は頭、首、胸が赤みがかった茶褐色で、腹部は褐色の羽毛の上に不鮮明な横斑が入る。尾は胸よりも明るい色で黒色の横縞が入り、風切羽は暗灰色で幅の広い黒色の横縞が入る。虹彩はオリーブ褐色、嘴は茶色がかった黒色で、脚は黒色である。雌は翼の部分に白っぽい斑が散らばっている。

## 生態
熱帯や亜熱帯の山地の森林の地上に生息する。

## 人間との関係
開発による生息地の環境破壊が原因で生息数は減少している。